# フリューゲルホルン
フリューゲルホルン（独: Flügelhorn, 英: Flugelhorn）は、金管楽器の1種であり、ビューグル属の楽器である。
時として（英語風に）フリューゲルホーンとも呼ばれ、しばしばフリューゲルと略称される。「フリューゲル」（Flügel）はドイツ語で翼の意味である。

## 概要
外観はコルネットに似るが、より管の内径の開きが早い。サクソフォーンの考案者として知られるアドルフ・サックスによって考案された「サクソルン」（saxhorn）と呼ばれる一群のうちの「ソプラノ」（あるいは、その改良されたもの）とされる。しかし、音楽史家の中には、異説を唱える者もある。ミュンヘンのミヒャエル・サウワーレ (Michael Saurle) が1832年にバルブ付きのビューグル（信号ラッパ）として発明したものが記録にある。
一般に知られるものは、多くのトランペットやコルネットと同じ変ロ調のものであり、これはB(♭)（ベー）管と呼ばれるが、変ホ調のものも存在し、こちらはEs（エス）管と呼ばれる。
音色は、トランペットやコルネットと比較して、より太く、一般に「より豊かで暗い」「甘美」と形容される。コルネットと同程度には機敏であるが、通常使用するマウスピースの深さから、高音域の演奏はより難しいとされている。

## 特徴
- 管長はトランペットやコルネットと等しく、音域も同様であるが、コルネットよりも円錐部分が多く、またその部分の口径も大きいことがより太く柔らかく、深みに富んだ音色を生んでいる。
- トランペットと同様、バルブは3つ備えることが普通であるが、フランスのメーカー、コルトワ等に見られるように、4バルブのものも存在する。ピストン式とロータリー式バルブがあるが、ピストン式が主流である。
- マウスピースの口径はトランペットと同等であるが、シャンクが異なるため、通常は同じものを使用することはできない。シャンクにはケノンに代表されるストレート・シャンクと、トランペットと同様のテーパー・シャンクに大別されるが、メーカーによって実際のシャンク形状は異なることが現状である。また、その独特のメロウな音色を醸し出すために、より深いカップ形状が好まれる傾向にある。
- フリューゲルホルンはトランペットやコルネットよりペダルトーンへの移行が容易でペダルトーンが濁らないことも特徴である。サブ・ペダルトーンへの移行もこれまた簡単で、カールハインツ・シュトックハウゼンの「ピエタ[2]」では4バルブ付きのフリューゲルホーンに5オクターブ近い音域を吹奏するように要求している[3]。

## 使用例
- ジャズやブラスバンド（金管バンド：英国式ブラスバンドやドイツのポザウネンコア）ではよく使われ、ソロ楽器としての側面がある。
- オーケストラではあまり使われることがない。マーラーの交響曲第3番でポストホルンの代わりに使用されることがあるが、ウィーン・フィルハーモニー管弦楽団などではポストホルンそのものを使用している[注釈 1]。他にはヴォーン・ウィリアムズの交響曲第9番、レスピーギの「ローマの松」（バンダ）などに使用例がある。
- 金管アンサンブルなどでソロを吹く場合に使われることがある。
- ジャズではトランペット奏者が吹くことが多い。

## 著名な演奏者
- チャック・マンジョーネ
- クラーク・テリー
- アート・ファーマー
- 三宅純
- TOKU
- 市原ひかり
- ハーブ・アルパート
- ランディ・ブレッカー
- セルゲイ・ナカリャコフ